# Ramnefjellsfossen
Ramnefjellsfossen est une chute d'eau de Norvège.

## Caractéristiques
Ramnefjellsfossen est constituée de 3 sauts, dont le plus grand mesure 600 m. Au total, la chute d'eau mesure 818 m de haut.
La cascade mesure 23 m de large.

## Localisation
Ramnefjellsfossen est située sur la commune de Stryn dans le comté de Vestland, en Norvège.
Elle est alimentée par l'Utigardselva, qui provient du glacier Jostedalsbreen.